# Aucula ivia
Aucula ivia là một loài bướm đêm trong họ Noctuidae.